# برايان موران
برايان موران (بالإنجليزية: Brian Moran)‏ هو محامي وسياسي أمريكي، ولد في 9 سبتمبر 1959 في ناتيك في الولايات المتحدة. حزبياً، نشط في الحزب الديمقراطي.

## وصلات خارجية
- الموقع الرسمي